# Matriu d'antenes

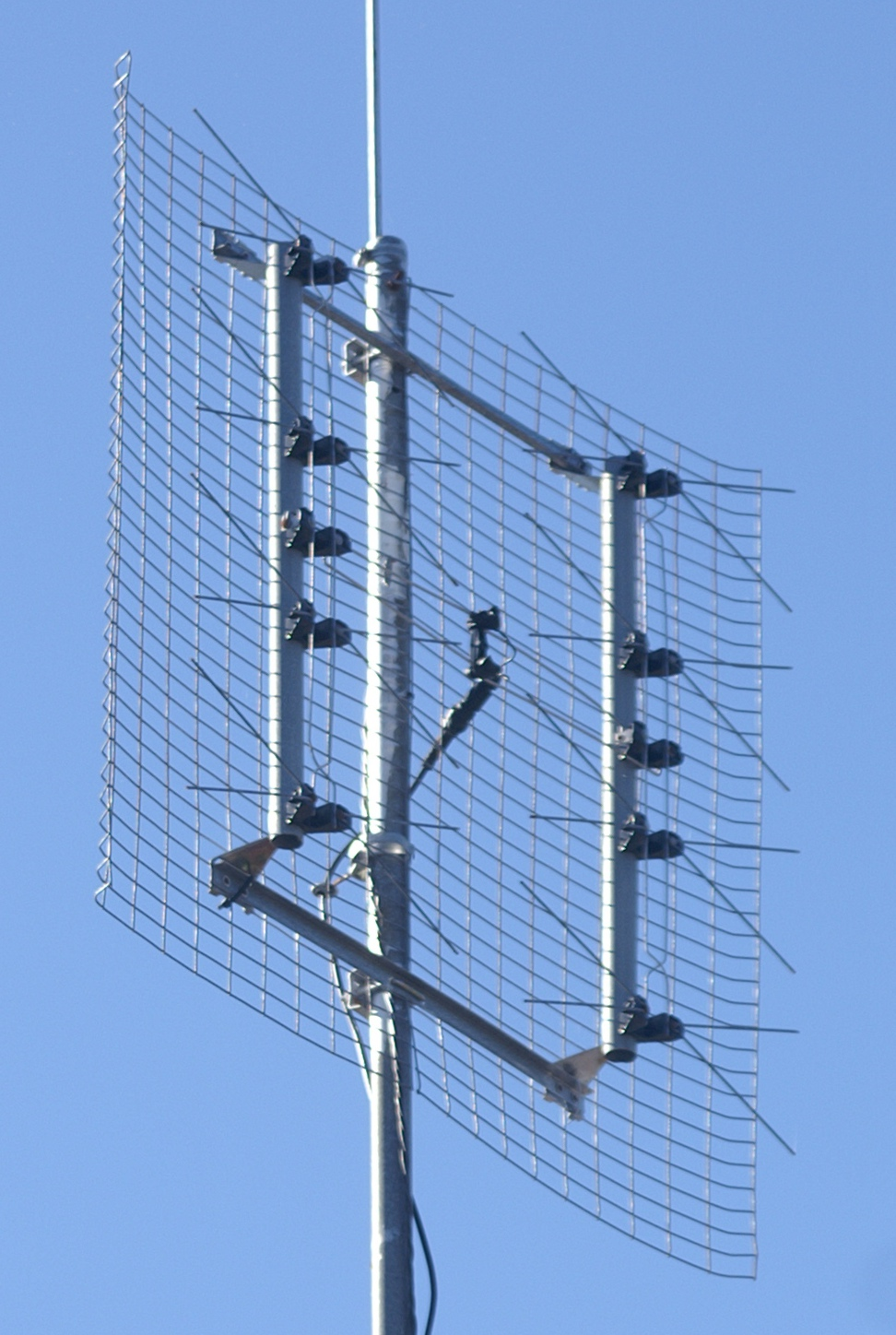
Un tipus comú d'antena de matriu, una antena de televisió UHF de matriu reflectant. Aquest exemple consta de vuit elements impulsats per dipols muntats davant d'un reflector de pantalla de filferro. Els dipols en forma de X li donen una amplada de banda àmplia per cobrir tant la VHF (174 – 216 MHz) i UHF (470 – 700 MHz) bandes de televisió. Té un guany de 5 dB VHF i 12 dB UHF i un 18 Relació dB davant/esquena.

Una matriu d'antenes (o antena de matriu) és un conjunt de múltiples antenes connectades que funcionen juntes com una sola antena per transmetre o rebre ones de ràdio. Les antenes individuals (anomenades elements ) solen estar connectades a un sol receptor o transmissor mitjançant línies d'alimentació que alimenten l'energia als elements en una relació de fase específica. Les ones de ràdio irradiades per cada antena individual es combinen i es superposen, sumant-se (interfereixen de manera constructiva) per millorar la potència

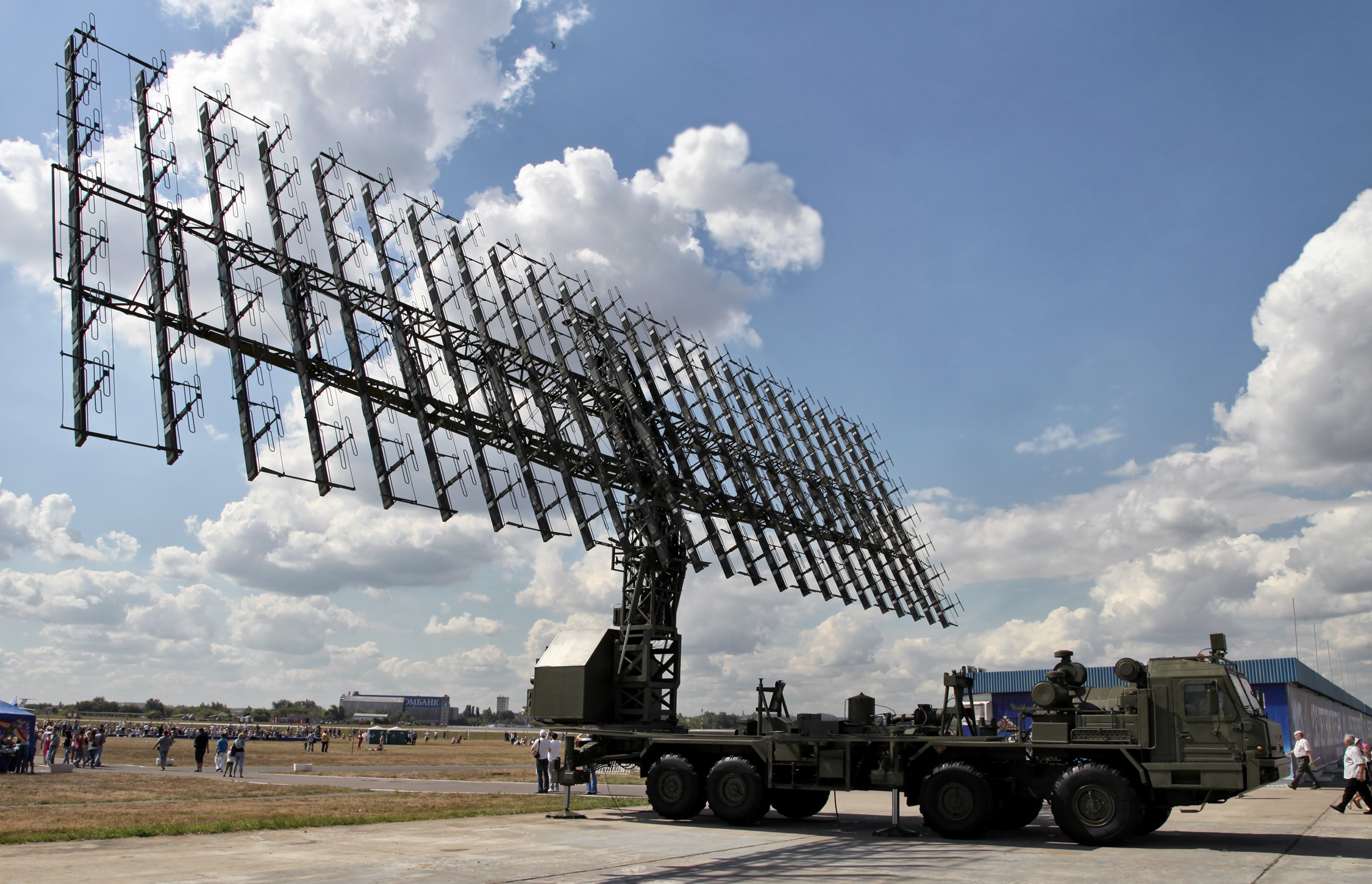
Gran antena plana d'un radar de defensa aèria mòbil rus VHF, el Nebo-M. Consta de 175 antenes dipols plegades. Una matriu en fase inicial, l'antena va irradiar un feix vertical en forma de ventall que es podia escombrar horitzontalment per l'espai aeri davant de l'antena.

irradiada en les direccions desitjades i cancel·lant (interferint de manera destructiva) per reduir la potència irradiada en altres direccions. De la mateixa manera, quan s'utilitzen per rebre, els corrents de radiofreqüència separats de les antenes individuals es combinen al receptor amb la relació de fase correcta per millorar els senyals rebuts de les direccions desitjades i cancel·lar els senyals de les direccions no desitjades. Les antenes de matriu més sofisticades poden tenir diversos mòduls transmissors o receptors, cadascun connectat a un element d'antena o grup d'elements separat.
Una matriu d'antenes pot aconseguir un guany (directivitat), és a dir, un feix d'ones de ràdio més estret, del que podria aconseguir un sol element. En general, com més gran sigui el nombre d'elements d'antena individuals utilitzats, més gran és el guany i més estret és el feix. Algunes matrius d'antenes (com ara radars de matriu en fase militar) estan compostes per milers d'antenes individuals. Les matrius es poden utilitzar per aconseguir un guany més alt, per donar una diversitat de camins (també anomenada MIMO) que augmenta la fiabilitat de la comunicació, per cancel·lar la interferència de direccions específiques, per dirigir electrònicament el feix de ràdio per apuntar en diferents direccions i per a la recerca de la direcció de la ràdio. (RDF).
El terme matriu d'antenes més comunament significa una matriu conduïda que consta de múltiples elements impulsats idèntics, tots connectats al receptor o transmissor. Una matriu paràsit consisteix en un únic element impulsat connectat a la línia d'alimentació i altres elements que no ho són, anomenats elements paràsits. Normalment és un altre nom per a una antena Yagi–Uda.
Una matriu en fase normalment significa una matriu escanejada electrònicament ; una antena de matriu accionada en la qual cada element individual està connectat al transmissor o receptor mitjançant un desfasador controlat per un ordinador. El feix d'ones de ràdio es pot dirigir electrònicament per apuntar a l'instant en qualsevol direcció en un gran angle, sense moure les antenes. No obstant això, el terme "matriu en fase" s'utilitza de vegades per significar una antena de matriu normal.

## Principi

Animació que mostra com funciona una antena de matriu en fase. Una matriu en fase és una antena controlada per ordinador que produeix un feix d'ones de ràdio que es pot dirigir electrònicament per apuntar en diferents direccions, sense girar l'antena. S'utilitzen àmpliament en radars militars. La matriu en fase consisteix en una matriu de múltiples elements d'antena idèntics (A), impulsats per un transmissor (TX) El corrent d'alimentació de cada antena passa a través d'un dispositiu anomenat desplaçador de fase (φ) que està controlat per un sistema de control informàtic (C). Les línies vermelles en moviment mostren els fronts d'ona (superfícies de fase constant) de les ones de ràdio emeses per cada antena. Les ones de les antenes individuals són esfèriques, però es combinen (superposen) davant de l'antena per formar una ona plana, un feix d'ones de ràdio que viatgen en una direcció específica. En retardar progressivament la fase de cada antena que puja per la línia, els canviadors de fase fan que el feix d'ones de ràdio s'emeti en angle respecte al pla de les antenes. En canviar els canvis de fase, el sistema de control de l'ordinador pot dirigir instantàniament el feix a qualsevol direcció en un gran angle davant de l'antena. La velocitat de les ones de ràdio es mostra alentida enormement.

A partir del criteri de Rayleigh, la directivitat d'una antena, l'amplada angular del feix d'ones de ràdio que emet, és proporcional a la longitud d'ona de les ones de ràdio dividida per l'amplada de l'antena. Les antenes petites al voltant d'una longitud d'ona de mida, com ara monopols de quart d'ona i dipols de mitja ona, no tenen molta directivitat (guany); són antenes omnidireccionals que irradien ones de ràdio en un gran angle. Per crear una antena direccional (antena d'alt guany), que irradia ones de ràdio en un feix estret.

## Tipus
La majoria de les antenes de matriu es poden dividir en dues classes en funció de com es relaciona l'eix de les antenes components amb la direcció de la radiació.
- Una matriu de banda ampla és una matriu d'una o dues dimensions en què la direcció de la radiació (lòbul principal) de les ones de ràdio és perpendicular al pla de les antenes. Per irradiar perpendicularment, les antenes s'han d'alimentar en fase.
- Una matriu de foc final és una matriu lineal en què la direcció de la radiació és al llarg de la línia de les antenes. Les antenes s'han d'alimentar amb una diferència de fase igual a la separació de les antenes adjacents.

També hi ha matrius (com ara matrius en fase) que no pertanyen a cap d'aquestes categories, en què la direcció de la radiació està en algun altre angle respecte a l'eix de l'antena.
Les antenes de matriu també es poden classificar segons com estan disposades les antenes d'elements:
- Array impulsat: aquesta és una matriu en què les antenes dels components individuals estan totes "conduïdes" - connectades al transmissor o receptor. Les antenes individuals, que solen ser idèntiques, solen consistir en un sol element accionat, com ara dipols de mitja ona, però també poden ser antenes compostes com antenes Yagi o antenes de torniquet.
  - Matriu colineal: una matriu de banda ampla que consisteix en múltiples antenes dipols idèntiques orientades verticalment en una línia. Es tracta d'una antena omnidireccional d'alt guany, que s'utilitza sovint a la banda VHF com a antenes de difusió per a estacions de televisió i antenes d'estació base per a ràdios bidireccionals mòbils terrestres.
    - Matriu Supertornstile o Batwing: antena vertical especialitzada que s'utilitza per a la transmissió de televisió que consisteix en múltiples antenes de dipols creuats muntades de forma colineal en un pal. Patró de radiació omnidireccional d'alt guany amb ample de banda ampli.

  - Matriu plana: una matriu plana bidimensional d'antenes. Atès que una sèrie d'antenes omnidireccionals irradia dos feixos a 180° de banda des d'ambdós costats de l'antena, sovint es munta davant d'un reflector o està composta per antenes directives com ara Yagi o antenes helicoïdals, per donar un feix unidireccional.
  - Matriu reflectant: una matriu plana d'antenes, sovint dipols de mitja ona alimentats en fase, davant d'un reflector pla com una placa metàl·lica o una pantalla de filferro. Això irradia un únic feix d'ones de ràdio perpendiculars (ample) a la matriu. S'utilitza com a antenes de televisió UHF i antenes de radar.
    - Matriu de cortina: una antena de transmissió d'ona curta de cable exterior que consisteix en una matriu plana de dipols de filferro suspesos davant d'un reflector vertical fet d'una "cortina" de cables paral·lels. S'utilitza a la banda HF com a antena de transmissió de llarga distància per a estacions de radiodifusió d'ona curta. Es pot dirigir com a matriu en fases.
    - Antena microstrip: una sèrie d'antenes de pegat fabricades en una placa de circuit imprès amb làmina de coure al revers que funciona com a reflector. Els elements s'alimenten a través de striplines fetes de làmina de coure. S'utilitza com a antenes de televisió per satèl·lit i UHF.

  - Matriu en fase o matriu escanejat electrònicament: una matriu plana en la qual el feix es pot dirigir electrònicament per apuntar en qualsevol direcció sobre un gran angle davant de la matriu, sense moure físicament l'antena. El corrent del transmissor s'alimenta a cada antena component mitjançant un desfasador, controlat per un ordinador. En canviar la fase relativa dels corrents d'alimentació, el feix es pot apuntar instantàniament en diferents direccions. Molt utilitzada en radars militars, aquesta tècnica s'està estenent ràpidament a aplicacions civils.
    - Matriu d'escaneig electrònic passiu (PESA): una matriu en fase tal com s'ha descrit anteriorment, en què els elements de l'antena s'alimenten des d'un únic transmissor o receptor a través de desplaçadors de fase.
    - Active Electronically Scanned Array (AESA): una matriu en fase en què cada element d'antena té el seu propi mòdul transmissor i/o receptor, controlat per un ordinador central. Aquesta tecnologia de matriu en fase de segona generació pot irradiar múltiples feixos a diverses freqüències simultàniament i s'utilitza principalment en radars militars sofisticats.

  - Matriu conformal: una matriu en fase bidimensional que no és plana, però s'ajusta a una superfície corba. Els elements individuals són impulsats per desplaçadors de fase que compensen les longituds de camí variables, permetent que l'antena irradi un feix d'ona pla. Sovint, les antenes conformals s'integren a la pell corba d'avions i míssils, per reduir la resistència aerodinàmica.
  - Antena intel·ligent, antena reconfigurable o matriu adaptativa: una matriu de recepció que estima la direcció d'arribada de les ones de ràdio i optimitza electrònicament el patró de radiació de manera adaptativa per rebre-la, sintetitzant un lòbul principal en aquesta direcció. Com una matriu en fases, consta de múltiples elements idèntics amb desfasaments a les línies d'alimentació, controlats per un ordinador.
- Matriu de dipols periòdics de registre (LPDA): una matriu de foc final que consta de molts elements impulsats per dipols en una línia, amb una longitud que augmenta gradualment. Actua com una antena de banda ampla d'alt guany. S'utilitza com a antenes de recepció de televisió i per a la comunicació d'ona curta.
- Matriu paràsit: aquesta és una matriu de foc final que consisteix en múltiples elements d'antena en una línia dels quals només un, l'element impulsat, està connectat al transmissor o receptor, mentre que els altres elements, anomenats elements paràsits, no ho estan. Els elements paràsits funcionen com a ressonadors, absorbeixen les ones de ràdio de l'element impulsat i les reiradien amb una fase diferent, per modificar el patró de radiació de l'antena, augmentant la potència irradiada en la direcció desitjada. Com que aquests només tenen un element impulsat, sovint s'anomenen "antenes" en lloc de "matrius".
  - Antena Yagi-Uda o antena Yagi: aquesta matriu de foc final consta de múltiples elements dipols de mitja ona en una línia. Consisteix en un únic element impulsat amb múltiples elements paràsits "directors" en la direcció de la radiació, i normalment un sol element paràsit "reflector" darrere d'ell. S'utilitzen àmpliament a les bandes HF, VHF i UHF com a antenes de televisió, antenes de comunicació d'ona curta i en matrius de radar.
  - Quad antena: consta de múltiples antenes de bucle en línia, amb un bucle impulsat i les altres paràsits. Funciona de manera similar a l'antena Yagi.